# Bathygobius panayensis
Bathygobius panayensis là một loài cá biển thuộc chi Bathygobius trong họ Cá bống trắng. Loài cá này được mô tả lần đầu tiên vào năm 1907.

## Từ nguyên
Từ định danh panayensis được đặt theo tên gọi của đảo Panay ở Philippines (–ensis: hậu tố trong tiếng Latinh biểu thị nơi chốn), là nơi mà mẫu định danh của loài cá này được thu thập.

## Phân bố và môi trường sống
B. panayensis hiện chỉ được biết đến duy nhất tại Philippines, còn ghi nhận tại vịnh Thái Lan cần được xác nhận. Dựa trên môi trường sống ưa thích của các loài Bathygobius khác, B. panayensis có khả năng sống trong vũng thủy triều.

## Mô tả
Chiều dài cơ thể lớn nhất được ghi nhận ở B. panayensis là 6,3 cm.
Số gai vây lưng: 7; Số tia vây lưng: 11; Số gai vây hậu môn: 1; Số tia vây hậu môn: 9; Số gai vây bụng: 1; Số tia vây bụng: 5.